# نبض توأمي

النبض التوأمي عبارة عن ظاهرة قلبية وعائية تتميز بحدوث اثنتين من الضربات القلبية على مقربة من بعضهما ويتبعهما توقف يستغرق زمنًا أطول. وتكون النبضة الثانية أضعف من الأولى. ابحث عن نموذج بحيث تظهر فيه مركبات QRS في مخطط كهربية القلب طبيعية نسبيًا كل منها متبوعة بمركب واحد غير طبيعي. ويتم الشعور بالضربة الأصغر وكأنها مفقودة أو زائدة وتشبه انقباض الأوعية الدموية المحيطية في مخطط كهربية القلب. وبظهور هذه الانقباضات في الأوعية الدموية المحيطة تسمى أيضًا كل ضربة انقباضة خارجية.
يمكن أن تكون هذه الظاهرة علامة على اعتلال عضلة القلب الضخامي الانسدادي أو علامة على أنواع كثيرة أخرى من الأمراض القلبية (انظر القائمة أدناه). تشتمل الأسباب الأخرى على التسمم بالديجيتال أو تحريض التخدير، أو وضع أجهزة جراحية في القفص الصدري أو كظاهرة حميدة مؤقتة.
في النبض التوأمي ليس كل النشاط الكهربي الناتج يصدر عنه انقباض بطيني كافٍ لإنتاج النبض المحسوس. وهذا الأمر ذو أهمية لسببين. أولها، قد يعطي مخطط كهربية القلب معدل انقباض بطيني غير متوافق مع معدل النبض المحسوس. والسبب الثاني ليست كل الضربات التي تصل يعبر عنها المرضى مع أعراض فشل القلب مثل الدوخة وضيق التنفس وانخفاض ضغط الدم حتى مع مخطط كهربية القلب الطبيعية.
وتعتمد إدارة هذه الظاهرة على البحث عن المسببات الخفية والتخلص منها بما في ذلك الأدوية (مثل محصرات قناة الكالسيوم) والعلاج الإنوتروبي لإعادة الإنتاج القلبي إلى حالته الطبيعية. إذا ما استمرت أعراض شديدة لفترة طويلة فقد يكون العلاج بالاستئصال هو الخيار العملي الوحيد القابل للتطبيق.
تشتمل الأسباب على:
1. فقد التوازن الكهربي مثل نقص أو فرط بوتاسيوم الدم
2. نقص إفراز هرمونات الغدة الدرقية
3. علاج محصر البيتا
4. ديجوكسين
5. احتشاء عضل القلب
6. تحطم أو تدهور نظام التوصيل القلبي أو خلايا عضلة القلب
7. العدوى

يستطيع الطبيب تمييز النبض التوأمي عن النبض المتناوب بتسمع القلب.